# بیش‌برداشت
بیش‌برداشت وقتی اتفاق می‌افتد که از یک حساب بانکی مبلغی برداشت شود و تراز (حسابداری) منفی شود. بیش‌برداشت (تا سقف معین) معمولاً با دارنده حساب توافق می‌شود و بهره نیز در نظر گرفته می‌شود.

## دلایل بیش‌برداشت
دلایل بسیاری وجود دارد که از آن جمله عبارتند از:
- کارمزد: برای جلوگیری از کسر کارمزدهای بانک با منفی کردن حساب[۱]